# Henri Marion
Pour les articles homonymes, voir Marion.
Henri Marion, né le 9 septembre 1846 à Saint-Parize-en-Viry (Nièvre) et mort à Paris le 5 avril 1896, est un philosophe, pédagogue et professeur de pédagogie français. Il est le premier titulaire d'une chaire de science de l'éducation à Paris, en 1887.

## Biographie
Cinquième d'une fratrie de neuf enfants Henri Marion est fils d'agriculteurs. Après ses années d'école primaire à Saint-Germain-Chassenay il fait sa scolarité secondaire au collège de Nevers, puis au lycée Louis-le-Grand, à Paris. Il est reçu à l'École normale supérieure en 1865, et réussit à l'agrégation de philosophie à sa sortie de l'école en 1868. Il est nommé professeur de philosophie aux lycées de Pau (1868-1872), de Bordeaux (1872-1875) et au lycée Henri-IV (1875-1882). Il donne des cours de psychologie appliquée à l'éducation et de morale aux écoles normales supérieures de Fontenay et Saint-Cloud. Il joue un rôle dans l'établissement d'un enseignement du second degré pour les filles. Il publie ses premiers travaux en 1875 : Essais de Théodicée de Leibnitz, puis, en 1877 Les principes de sociologie d'Herbert Spencer.
Le 7 mai 1880, il soutient ses deux thèses de doctorat ès lettres à la Faculté de Paris. La première, en français, est un essai de psychologie appliquée, s'intéressant à la solidarité morale. La deuxième, en latin, se pose la question de savoir ce qu'a ressenti Francis Glisson à propos de la nature de la vie, ainsi que ce que Leibniz a apporté à la connaissance de la nature de la pensée. 
En 1883, il est chargé d'un cours complémentaire à la Sorbonne, qui devient en 1887, un cours magistral sur la science de l'éducation. Il devient, cette même année, le premier titulaire d'une chaire dédiée à la « science de l'éducation » à l'université de Paris. Il y agit en défenseur des « méthodes actives ». Il est remplacé en 1896 par Ferdinand Buisson, auquel succèdera Émile Durkheim. La chaire est supprimée après la Première Guerre mondiale.
Au cours de sa carrière, il collabore également avec l'Encyclopédie des sciences religieuses, le Dictionnaire de pédagogie, la Grande encyclopédie, la Revue philosophique, la Revue pédagogique et la Revue bleue. 
Il est attaqué par Ferdinand Brunetière qui déclare à son propos : « Les jeunes gens n'ont pas besoin qu'on leur enseignât la pédagogie […] Ayons avant tout des professeurs qui ne songent qu'à professer et moquons-nous de la pédagogie » (1895).

### Vie privée
Il épouse le 9 août 1881 Jeanne Marie Hall, connue sous le nom de Mme Henri Marion, qui dirige l'École normale supérieure de jeunes filles de Sèvres de 1896 à 1906. Ils ont cinq enfants. Il fut le tuteur et a élevé les trois enfants de son frère Armand, mort à 32 ans
Gaston Maspero, qui faisait partie de sa promotion de l'ENS, reste son ami intime toute sa vie ; il est témoin à son mariage et le déclarant de son décès.

## Publications
- John Locke, sa vie et son œuvre d'après des documents nouveaux, Paris, Éd. Germer Baillière, coll. «Bibliothèque de philosophie contemporaine», 1878.
- De la solidarité morale; essai de psychologie appliquée, Paris, Éd. Germer Baillière, coll. «Bibliothèque de philosophie contemporaine», 1880.
- Leçons de Morale, Paris, Éd. A. Lahure, 1882.
- Leçons de psychologie appliquée à l'éducation, Paris, Armand Colin, 1882.
- L'éducation dans l'université, Paris, Armand Colin, 1892.
- Psychologie de la femme, Paris, Armand Colin, 1900.
- L’éducation des jeunes filles, Paris, Armand Colin, 1902.

## Distinctions
- 1889 : chevalier de la Légion d'honneur[2]